# بازگشت شیطان
بازگشت شیطان (به انگلیسی: Satan Returns) یک فیلم سینمایی هنگ کنگی در ژانر فیلم ترسناک محصول سال ۱۹۹۶ به کارگردانی لام وای لون است.
این فیلم به عنوان امین شیطان در ایالات متحده آمریکا منتشر شده‌است.

## بازیگران
- دانی ین به عنوان نام
- چونگمی یاو به عنوان چونگ
- پادشاهی یوئن به عنوان رز
- فرانسیس نگ به عنوان یهودا
- دایو وانگ به عنوان کا مینگ
- لام شونگ یی به عنوان کشیش
- لام کووک کیت به عنوان همکار لولو
- آیوی لئونگ به عنوان لئون
- لی لیک-چی به عنوان پیتر
- وین لای (کومو)
- چونگ لاو به عنوان لولو
- مندی چان به عنوان پلیس زن کتک زن
- Mak Wai-cheung به عنوان مظنون در رستوران
- Tsim Siu-ling به عنوان مظنون در رستوران
- هینگ پینگ به عنوان پلیس
- وونگ شیو کونگ
- بیل لوی به عنوان مظنون پلیس[۱]